# Црна легија (Угарска)
Црна легија (лат. Legio Nigra) била је најамничка војска угарског краља Матије Корвина из 15. века.

## Историја
Црна легија, позната и као Црна банда или Црна војска, била је добро увежбана најамничка јединица јачине око 6.000 војника (коњаника и пешака) у саставу угарске редовне стајаће војске, коју је у 15. веку основао краљ Матија Корвин (1458-1490). Назив је добила по црној опреми. Попуњавана је најамницима из Чешке, Моравске, Пољске и Србије. За време рата, Црна легија је представљала језгро угарске војске. Издржавање Црне легије стајало је скоро исто толико колико и целокупне војске, па је племство захтевало њено укидање. После смрти Матије Корвина Црна легија била је, због недостатка новца у државној благајни, нередовно плаћана, због чега се одала пљачки и насиљу, па је 1492. распуштена.
Најамничке јединице под именом Црна трупа (Црна банда) су у то време постојале и у Француској и Италији.

### Српски најамници у Црној легији
У Матијиној Црној легији борили су се многи Срби као најамници. Од 1479. до 1483. насељено је у јужној Угарској (у Срему и између Муреша и Тисе) око 200.000 Срба (по једном писму краља Матије), па су формирана бројна српска кметовска, најамничка или мешовита насеља. Српски кметови и најамници били су одлукама од 1481. и 1491. ослобођени плаћања десетка католичкој цркви, а нека српска властела добила су поседе у јужној Угарској у замену за војну службу: Стефан и Дмитар Јакшић, Милош Белмужевић, Петар Овчаревић, Павле Бакић и најзначајнији од свих, Вук Гргуревић, кога је краљ Матија поставио за српског деспота (1471-1485), како би, идејом ослобођења Деспотовине, окупио Србе у борби против Турака.
Укидање привилегија најамничке војске и враћање земље феудалцима (1492) било је повод за учешће Срба у устанку Ђерђа Доже (1514).